# Conseil interterritorial du Système national de santé
Le conseil interterritorial du Système national de santé (en espagnol : Consejo Interterritorial del Sistema Nacional de Salud) est l'organe de collaboration entre les systèmes de santé des communautés autonomes et entre ces derniers et le ministère de la Santé.

## Fonctions
Le conseil interterritorial du Système national de santé est créé par la loi 14/1986 générale relative à la santé. Sa première réunion a lieu le 7 avril 1987 à Madrid.

### Missions
Il constitue l'instance permanente de coordination, de coopération, de communication et d'information des différents services de santé des communautés autonomes entre eux, et avec l'administration de l'État. Son objectif est de promouvoir la cohésion du Système national de santé (SNS) en garantissant de manière effective et équitable les droits des usagers.
Il est la principale instance de configuration du SNS. À ce titre, il doit avoir connaissance, peut débattre et, le cas échéant, émettre des recommandations sur les questions ayant trait aux fonctions essentielles de configuration, de conseil, de planification, d'évaluation et de coordination du SNS, et de coopération entre l'État et les communautés autonomes.

### Organisation
Conformément à la loi 16/2003 relative à la cohésion et à la qualité du Système national de santé, le conseil interterritorial est formé du ministre de la Santé — qui en assume la présidence — et des conseillers des communautés autonomes compétents en matière de santé.
Il fonctionne en réunion plénière, en commission déléguée, en commissions techniques et en groupes de travail. La commission déléguée est présidée par la secrétaire d'État à la Santé.

## Composition en plénière
Les informations qui suivent sont à jour du 12 mars 2024
| Fonction                                          | Territoire             | Nom | Nom                                       | Nom     |
| ------------------------------------------------- | ---------------------- | --- | ----------------------------------------- | ------- |
| Ministre de la Santé                              | Espagne                |     | Mónica García                             | MM      |
| Secrétaire d'État à la Santé                      | Espagne                |     | Javier Padilla                            | MM      |
| Conseillère à la Santé et à la Consommation       | Andalousie             |     | Catalina Montserrat García Carrasco       | PP      |
| Conseiller à la Santé                             | Aragon                 |     | José Luis Bancalero Flores                | IND     |
| Conseillère à la Santé                            | Asturies               |     | María Concepción Saavedra Rielo           | IND     |
| Conseillère à la Santé                            | Îles Baléares          |     | Manuela García Romero                     | PP      |
| Conseillère à la Santé                            | Îles Canaries          |     | Esther María Monzón Monzón                | CC      |
| Conseiller à la Santé                             | Cantabrie              |     | César Pascual Fernández                   | PP      |
| Conseiller à la Santé                             | Castille-et-León       |     | Alejandro Vázquez Ramos                   | PP      |
| Conseiller à la Santé                             | Castille-La Manche     |     | Jesús Fernández Sanz                      | PSOE    |
| Conseiller la Santé                               | Catalogne              |     | Manel Balcells                            | ERC     |
| Conseillère à la Santé et aux Services sociaux    | Estrémadure            |     | Sara García Espada                        | PP      |
| Conseiller à la Santé                             | Galice                 |     | Julio García Comesaña                     | IND     |
| Conseillère à la Santé                            | Communauté de Madrid   |     | Fátima Matute Teresa                      | IND     |
| Conseiller à la Santé                             | Région de Murcie       |     | Juan José Pedreño                         | IND     |
| Conseiller à la Santé                             | Navarre                |     | Fernando Domínguez Cunchillos             | GBai    |
| Conseillère à la Santé                            | Pays basque            |     | Gotzone Sagardui                          | EAJ/PNV |
| Conseillère à la Santé et aux Politiques sociales | La Rioja               |     | María Purificación Martín Díez de Baldeón | PP      |
| Conseiller à la Santé                             | Communauté valencienne |     | Marciano Gómez Gómez                      | PP      |